# Домани, Вячеслав Григорьевич
Вячесла́в Григо́рьевич Домани́ (2 мая 1947, Москва — 4 февраля 1996, Москва) — советский волейболист, игрок сборной СССР (1970—1972). Бронзовый призёр Олимпийских игр 1972, чемпион Европы 1971, четырёхкратный чемпион СССР. Нападающий. Мастер спорта международного класса (1972).
Выступал за команду ЦСКА (1967—1973). В её составе: четырёхкратный чемпион СССР (1970—1973), обладатель Кубка чемпионов ЕКВ 1973. В составе сборной Москвы дважды становился серебряным призёром Спартакиад народов СССР 1967 и 1971 (в 1967 одновременно серебряный призёр чемпионата СССР). Победитель чемпионата дружественных армий 1967. 
В сборной СССР в официальных соревнованиях выступал в 1970—1972 годах. В её составе: бронзовый призёр Олимпийских игр 1972, чемпион Европы 1971, участник мирового первенства 1970.
Сыном Вячеслава Домани является российский баскетболист, двукратный серебряный призёр чемпионатов мира в составе сборной России Дмитрий Домани.

## Источник
- Волейбол: Энциклопедия / Сост. В. Л. Свиридов, О. С. Чехов. — Томск: Компания «Янсон», 2001.

1. 1 2  https://infosport.ru/person/voleibol/domani-vyacheslav-grigorevich